# SimHealth
SimHealth, édité par Maxis en 1994, est une  simulation du système de santé américain. Ce jeu, conçu avec l'assistance de la Markle Foundation, est relativement inconnu et difficile à trouver. Le seul lien entre ce titre et SimCity 2000 se situait au niveau de l'interface utilisateur.
Cette simulation en vue  isométrique de la  série Sim était considérée comme relativement complexe et difficile. Le but est de parvenir à créer un système de santé équilibré. Le joueur pouvait mettre en place et personnaliser des plans de systèmes de soins et regarder le résultat basé sur des équations mathématiques.
Le jeu a été conçu pour enrichir le débat sur le système de soins que les États-Unis devaient avoir. Le sujet des programmes de soins était brûlant à l'été 1994 durant l'administration Clinton.  Certains pensent que ce jeu était biaisé vers des programmes de soins  libéraux.
Le titre fut seulement conçu pour DOS et tourne difficilement sur un système d'exploitation moderne tel que Microsoft Windows. De plus, il est pratiquement impossible à trouver sur le marché. Il peut cependant être trouvé en abandonware sur Internet.